# Virgil van Dijk
Virgil van Dijk (Breda, 8. srpnja 1991.) nizozemski je profesionalni nogometaš koji igra na poziciji centralnog beka. Trenutačno igra za engleski klub Liverpool. Kapetan je nizozemske nogometne reprezentacije. Poznat je po svojoj snazi, liderskim obilježjima i kvalitetnoj igri glavom. Jedini je branič koji je osvojio nagradu UEFA-inog igrača godine, te je završio na drugom mjestu Ballon d'Ora i FIFA-ine nagrade Igrač godine.
Nakon što je započeo profesionalnu karijeru u Groningenu, Van Dijk je prešao u Celtic 2013. godine, gdje je osvojio Škotski Premiership i dvaput imenovan članom PFA škotske momčadi godine. U drugoj sezoni sa Celticom također je osvojio Škotski Liga kup. Godine 2015. pridružio se Southamptonu za koji je igrao sve do siječnja 2018. godine kada je prešao u Liverpool za 75 milijuna funti, tada rekordan transferni iznos za jednog braniča. Van Dijk je s Liverpoolom došao da finala UEFA Lige prvaka 2018. i 2019. godine, osvojivši Ligu prvaku u drugoj sezoni. Također, osvojio je nagrade PFA Players' Player of the Year i Premier League Player of the Season u svojoj prvoj sezoni s Liverpoolom. Van Dijk je kasnije s Liverpoolom osvojio FA Premier Ligu, FIFA Svjetsko klupsko prvenstvo i UEFA Superkup.

## Klupska karijera

### Groningen
Van Dijk se u početku mučio s probijanjem u prvu momčad Groningena te je klupsko osoblje vjerovalo da je „preumoran” nakon dugog vremena igranja s akademijom i rezervnim igračima Willema II. Za klub je profesionalno debitirao 1. svibnja 2011. godine, zamijenivši Pettera Anderssona u 72. minuti u 4:2 pobjedi protiv ADO Den Haaga. Dana 29. svibnja, u play-off utakmici UEFA Europske lige protiv istog protivnika, prvi put je igrao za Groningen od prve minute te je postigao svoja prva dva profesionalna gola. Utakmica je završila 5:1 za Groningen.

### Celtic
Dana 21. lipnja 2013. Van Dijk je prešao u Celtic za oko 2,6 milijuna funti plus 10 % od idućeg transfera, potpisavši četverogodišnji ugovor. Za Celtic je debitirao 17. kolovoza, zamijenivši Efea Ambrosea u posljednjih 13 minuta 2:0 pobjede protiv Aberdeena u utakmici Škotskog Premiershipa. Tjedan dana kasnije za Celtic je po prvi put zaigrao od prve minute u 2:2 remiju protiv Inverness Caledonian Thistlea na Celtic Parku. Dana 9. studenog Van Dijk je zabio svoja prva dva gola za Celtic u 4:1 pobjedi protiv Ross Countyja.

### Southampton
Dana 1. rujna 2015. Van Dijk je potpisao petogodišnji ugovor sa Southamptonom, kojeg je tada vodio Ronald Koeman, za oko 13 milijuna funti.
Za Southampton je debitirao 12. rujna u 0:0 remiju protiv West Bromwich Albiona na The Hawthornsu. Dva tjedna kasnije, Van Dijk je svoj treći nastup u Premier ligi obilježio s prvim golom u dresu Southamptona, zabivši gol glavom u 11. minuti koji je asistirao James Ward-Prowse. Tada je Southampton igrao protiv Swansea Cityja te je pobijedio 3:1. Dana 7. svibnja 2016. Van Dijk je potpisao novi šestogodišnji ugovor sa Southamptonom.
Dana 22. siječnja 2017. imenovan je kapetanom Southamptona, nakon prelaska Joséa Fontea u West Ham United. Istog je dana zadobio ozljedu gležnja protiv Leicester Cityja. Zbog te ozlijede nije mogao igrati u finalu EFL Cupa 2017. u kojem je Southampton izgubio od Manchester Uniteda na  Wembleyju.
Nakon uspješne sezone 2016./17. u Southamptonu, Van Dijk je bio predmet interesa Liverpoola, koji se ispričao Southamptonu zbog ilegalnog pristupa igraču nakon što je navodno jasno izrazio interes za prelazak u Liverpool. Dana 7. kolovoza 2017., Van Dijk je predao Southamptonu zahtjev za transfer i s tim izrazio želju prelaska u neki drugi klub tijekom prijelaznog roka.

### Liverpool
Dana 27. prosinca 2017. objavljeno je da će se Van Dijk pridružiti Liverpoolu kada se zimski prijelazni rok otvori 1. siječnja 2018. godine za 75 milijuna funti. Van Dijkov bivši klub Celtic je zbog klauzule o prodaji stavljene u Van Dijkov ugovor sa Southamptonom primio 10 % iznosa transfera. Southampton je objavio da neobjavljeni iznos transfera predstavlja svjetski rekord za transfer jednog braniča.
Za Liverpool je debitirao 5. siječnja u trećem kolu FA Cupa i zabio pobjednički gol glavom u 2:1 pobjedi protiv lokalnog klupskog rivala Evertona. Pritom je postao prvi igrač nakon Billa Whitea 1901. godine koji je zabio na svom debiju u Merseyside derbiju. Van Dijk i Dejan Lovren izgradili su snažno partnerstvo u središtu Liverpoolove obrane, a Nizozemac je zaslužan za poboljšanje Liverpoolovih prethodnih obrambenih problema.
Van Dijk bio je uključen u momčad sezone UEFA Lige prvaka 2017./18., unatoč tome što je igrao samo polovicu natjecanja, a UEFA-ini tehnički promatrači su izjavili: „Van Dijk je stigao na Anfield te pružio pribranost i stabilnost u nokaut fazi natjecanja.” Van Dijk je odigrao punih 90 minuta u finalu UEFA-ine Lige prvaka 2018. protiv Real Madrida u kojem je Real dobio 3:1. Van Dijk je u svojoj prvoj sezoni s klubom odigrao 22 utakmice u svim natjecanjima, zabivši jedan gol.

## Reprezentativna karijera
Van Dijk je za A reprezentaciju Nizozemsku debitirao 10. listopada 2015. godine, u 2:1 gostujućoj pobjedi protiv Kazahstana u kvalifikacijama za UEFA Euro 2016.
Na mjesto kapetana Nizozemske postavio ga je izbornik Ronald Koeman 22. ožujka 2018., a njegova prva kapetanska utakmica bio je domaći prijateljski poraz od Engleske koja se igrala idućeg dana (1:0). Dana 26. ožujka postigao je svoj prvi međunarodni pogodak na Stade de Genève zaključio 3:0 pobjedi protiv europskog prvaka Portugala. Dana 13. listopada zabio je u 3:0 pobjedi nad Njemačkom, prvakom Svjetskog prvenstva 2014., u UEFA-inoj Ligi nacija 2018./19. Ono što je još važnije, postigao je pogodak za izjednačenje u sljedećoj utakmici s Njemačkom, nakon što mu je pomoćni trener Dwight Lodeweges u pauzi poslao malu papirnatu bilješku, sa zahtjevom da ode naprijed u posljednjim minutama utakmice. Pogodak je Nizozemskoj omogućio pobjedu u grupnoj fazi Lige nacija.

## Stil igre
Van Dijk je fizički jak stoper, koji obično igra na lijevoj strani obrane, iako također može igrati kao desni stoper. Brz je, ima dobru tehniku, a učinkovit je izvođač slobodnih udaraca. Što se tiče njegove sposobnosti, bivši suigrač iz Celtica Kris Commons komentirao je da je Van Dijk „bio vješt na lopti”, također napominjući da „je imao dobru tehniku i izvrsnu desnu nogu. Bio je dobar u prekidima, neki od slobodnih udaraca koje je zabio za Celtic apsolutno su čudesni. Mogao je dobro čitati igru. Imao je auru u sebi, samopouzdanje, mislim da je znao da je dobar.”
U intervjuu s Marcom 2019. godine, kada je Lionelu Messiju postavljeno pitanje zašto je Van Dijka toliko teško pobijediti, Argentinac je odgovorio: „On je branič koji zna kako procijeniti tajming i pričekati pravi trenutak za uklizavanje ili zavlačenje napadača. Vrlo je brz i visok, ali ima puno okretnosti za svoju visinu. Brz je zbog dugog koraka, a impresivan je i u obrani i u napadu jer postiže puno golova.” Iste je godine Paul Merson opisao Van Dijka kao „najboljeg na svijetu, i mislim da je debelo iznad sviju kao stoper”.

## Vanjske poveznice
- Profil na službenoj web stranici Liverpoola
- Virgil van Dijk u UEFA-inim natjecanjima (arhivirane) (engl.)
- Profil, Soccerbase  (engl.)